# Malva davaei
Malva davaei är en malvaväxtart. Malva davaei ingår i Malvasläktet som ingår i familjen malvaväxter.

## Underarter
Arten delas in i följande underarter:
- M. d. davaei
- M. d. mauritanica